# Viking Palm
Bror Viking Palm (ur. 13 października 1923 w Östra Broby, zm. 15 stycznia 2009 w Täby) – szwedzki zapaśnik. Złoty medalista olimpijski z Helsinek.
Walczył w stylu wolnym, w kategorii półciężkiej (do 87 kg). Brał udział w trzech igrzyskach (IO 52, IO 56, IO 60). W 1952 odniósł największy sukces w karierze, w finale pokonał obrońcę tytułu, Amerykanina Henry’ego Wittenberga. Był medalistą mistrzostw świata, srebrnym w 1951 i brązowym w 1954. W 1949 sięgnął po srebro mistrzostw Europy.